# 워싱턴 발레단
워싱턴 발레단(영어: The Washington Ballet)은 미국 워싱턴 D.C.를 기반으로 하는 발레단이다.